# Nicolas Micault
Nicolas Micault, seigneur d'Yndevelde (mort à Bruxelles le 18 août 1589), dit l'ancien, fut un membre du Grand conseil des Pays-Bas à Malines, issue d'une ancienne famille patricienne.

## Biographie

### Courtier impérial
Il fit ses études au Collegium Trilingue de Louvain, où il noua des relations importantes. Il termina ses études à Bologne en 1542. À son retour il entra au service de Marie de Hongrie. En 1555 il fut nommé maître des requêtes du Conseil privé, par décret impérial de Charles V.
Par la suite, il fut nommé trésorier de l'Ordre de la Toison d'or. Marguerite de Hongrie le nomma comme exécuteur de son testament.
Grâce à lui, le peintre Jan Cornelisz Vermeyen reçut la commande d'un triptyque en l'honneur de ses parents. La seigneurie d'Yndevelde fut nommée Cattenhuys, grâce aux armes de cette illustre famille.

### Famille
Il épousa dame Marie de Boisot, fille de Pierre Boisot et de dame Louise de Tisnack, dame héritière d'Huysinghen, avec laquelle il eut 14 enfants dont :
- Charles : mort avant son père ;
- Louis : chanoine à Sainte-Gudule ;
- Louise, alliée à Louis Verreycken,seigneur de Bonlez et d'Impden :Trésorier de la Toison d'Or.
- Nicolas II : chanoine gradué de théologie à Tournai et ancien élève de Juste Lipse (1593[5]) ;
- Léonard, seigneur d'Huyssinghen ; allié à dame Catherine d'Halmale.
- Pierre, seigneur de Diepensteyn, avec un château à Steenhuffel.

Par testament il légua toutes les terres d'Yndevelde, Grimberghen et Eppegem à son fils aîné Charles Micault, qui mourut avant son père.